# Lễ hội Marzanna
Lễ hội Marzanna tại Ba Lan bắt nguồn từ một tín ngưỡng của người Slav. Vào ngày đầu xuân, người ta làm một hình nộm của nữ thần Maržanna, rồi đem đốt hoặc thả trôi sông, như một nghi thức để tạm biệt mùa đông và chào đón mùa xuân.

## Nữ thần Maržanna

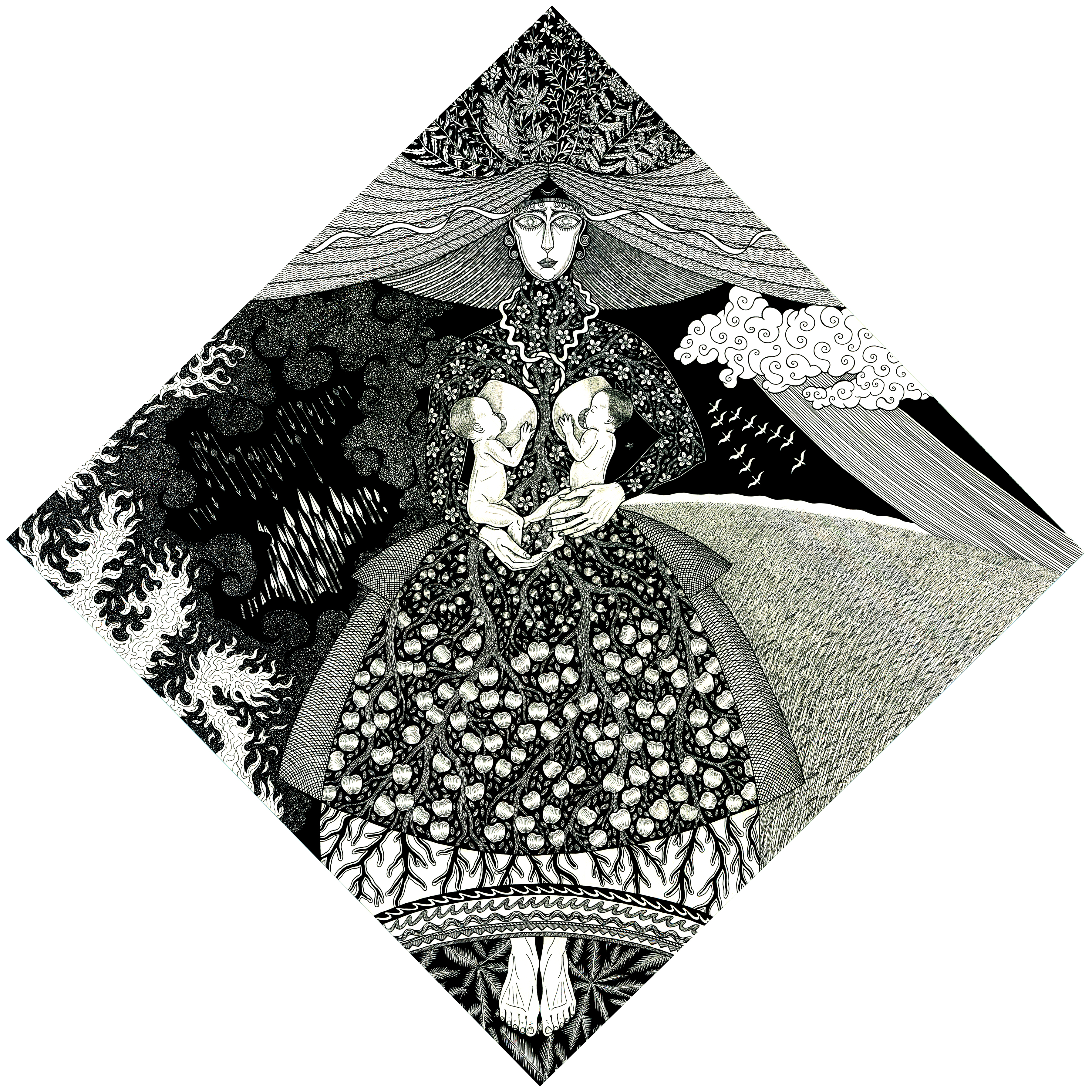
Mẹ Marzanna của Ba Lan. Tác giả: Marek Hapon

Trong thần thoại Slavic, Maržanna là nữ thần của mùa đông và cái chết. Nàng là con gái của thần mặt trời Svarog và nữ thần Lada, và được xếp vào hàng những vị thần thượng cổ của thần thoại Slavic. Maržanna còn có tên gọi khác như: Mara, Maržena, Morana, Moréna, Mora, Marmora, v.v. Trong thời kỳ cổ đại ở đại công quốc Kievan Rus, người ta tôn thờ Maržanna như là nữ thần của sự sinh sản, nữ thần mẹ, là tổ tiên của vạn vật. Sau này, theo nhiều tích cổ kể lại, Maržanna đã tham gia vào nhiều cuộc chiến, đối đầu với thần sấm sét Perun và trở thành một biểu tượng của tuổi già, bệnh tật và cái chết.
Theo một giả thuyết khác, cái tên Maržanna xuất phát từ ngữ hệ Ấn – Âu, trong đó, *mar-, *mor- là biểu thị cho cái chết. Trong thần thoại Bắc Âu, xuất hiện một con quỷ bóng đêm chuyên ngồi lên ngực của người khi ngủ và gây ra những cơn ác mộng, được gọi là Mare, từ đó mà người ta tin rằng nữ thần Maržanna có liên hệ với cái chết.

## Nghi thức đốt Maržanna

### Thời Trung Cổ
Nghi thức đốt Maržanna đã có từ thời kỳ Trung Cổ trong các ngôi làng của người Slav. Để thực hiện nghi thức đốt Maržanna, người ta làm một hình nộm bằng rơm, sau đó trang trí cho hình nộm rồi đóng nó lên cọc gỗ. Vào những ngày đầu tiên của mùa xuân, trẻ con chơi đùa với hình nộm, rồi đem nó diễu quanh làng, dìm hình nộm bằng rơm xuống những máng nước. Sau đó, khi hoàng hôn xuống, dân làng sẽ tập trung ở bờ sông để đốt hình nộm Maržanna và ném xuống nước. Trong lúc hình nộm bốc cháy trên sông, người ta nhảy múa, quây quần hò reo cho đến khi lửa tắt hẳn, người ta lại vớt hình nộm rơm lên rồi đem diễu quanh làng. Nghi thức này như một sự thanh lọc cho đất đai và con người, bằng cách dìm hình nộm của nữ thần Maržanna, dân làng Slav thời Trung Cổ tin rằng họ đã xua đuổi được dịch bệnh, xui xẻo và mọi điều không may mà mùa đông mang đến cho dân làng. Theo các ghi chép, lễ đốt Maržanna được thực hiện ở hầu hết các vùng Thượng Silesia, cũng như những vùng phía tây của Kraków và Podhale.

### Thời hiện đại

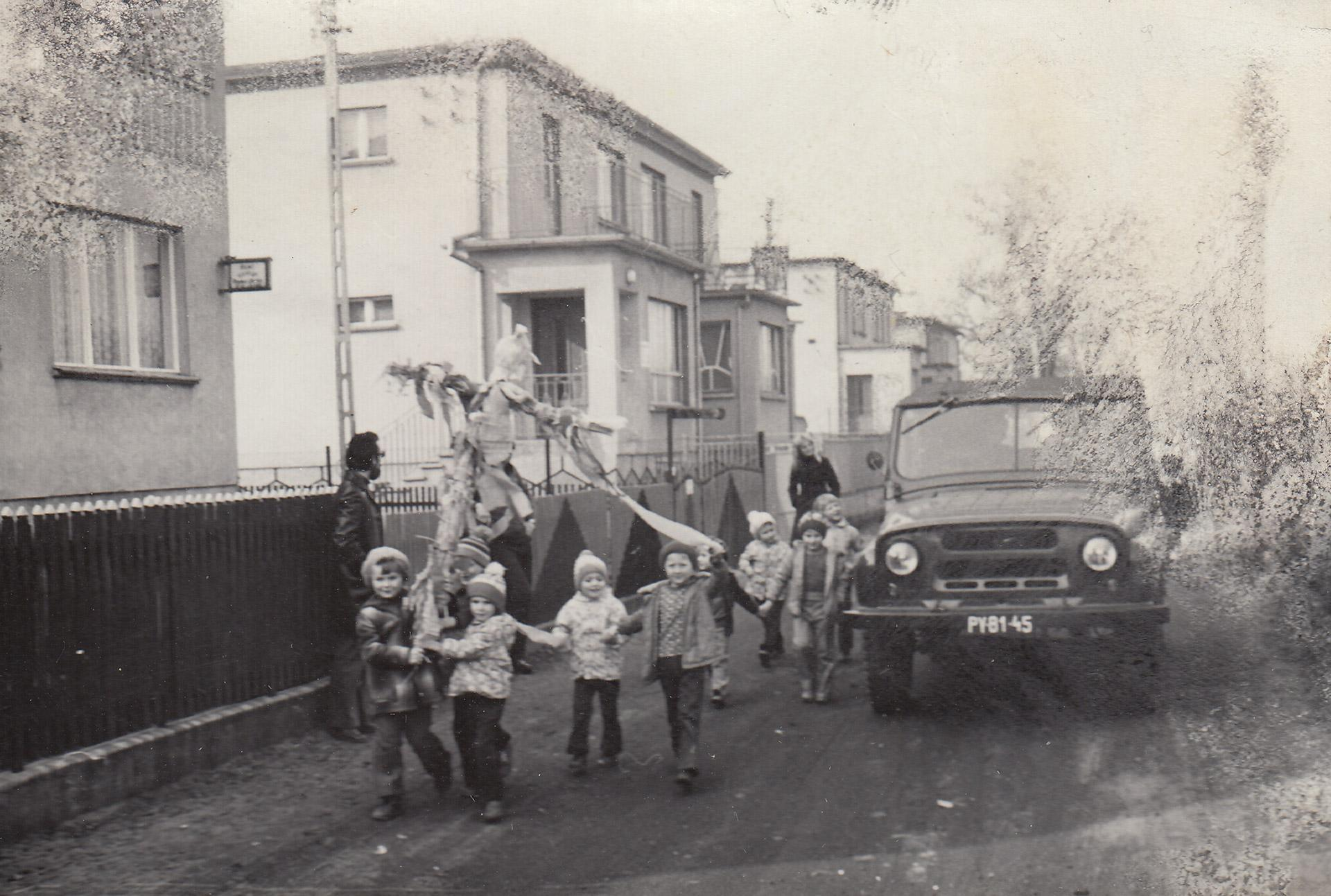
Trẻ em ở Poznań diễu hành hình nộm Marzanna qua phố

Ba Lan hiện nay là một quốc gia theo Công giáo. Tuy vậy, phong tục dân gian đốt Maržanna vẫn còn tồn tại nhằm mang tính biểu tượng, đồng thời cũng là một dịp để trẻ em vui chơi đầu xuân. Vào ngày 21 tháng 3 hàng năm, các trường mẫu giáo và tiểu học tại Ba Lan sẽ cho các em nhỏ tham gia làm hình nộm Maržanna bằng rơm, sau đó đem hình nộm đốt cháy hoặc thả sông. Trong lúc hình nộm bốc cháy, các em nhỏ sẽ đứng vòng quanh nhảy múa và ca hát:
"Już wiosenne słonko wzbija się po niebie
W tej wezbranej rzece utopimy ciebie!"
(Tạm dịch:
"Khi mặt trời mùa xuân ló rạng trên bầu trời xanh
Trên dòng sông này, bọn ta sẽ nhấn chìm ngươi!")

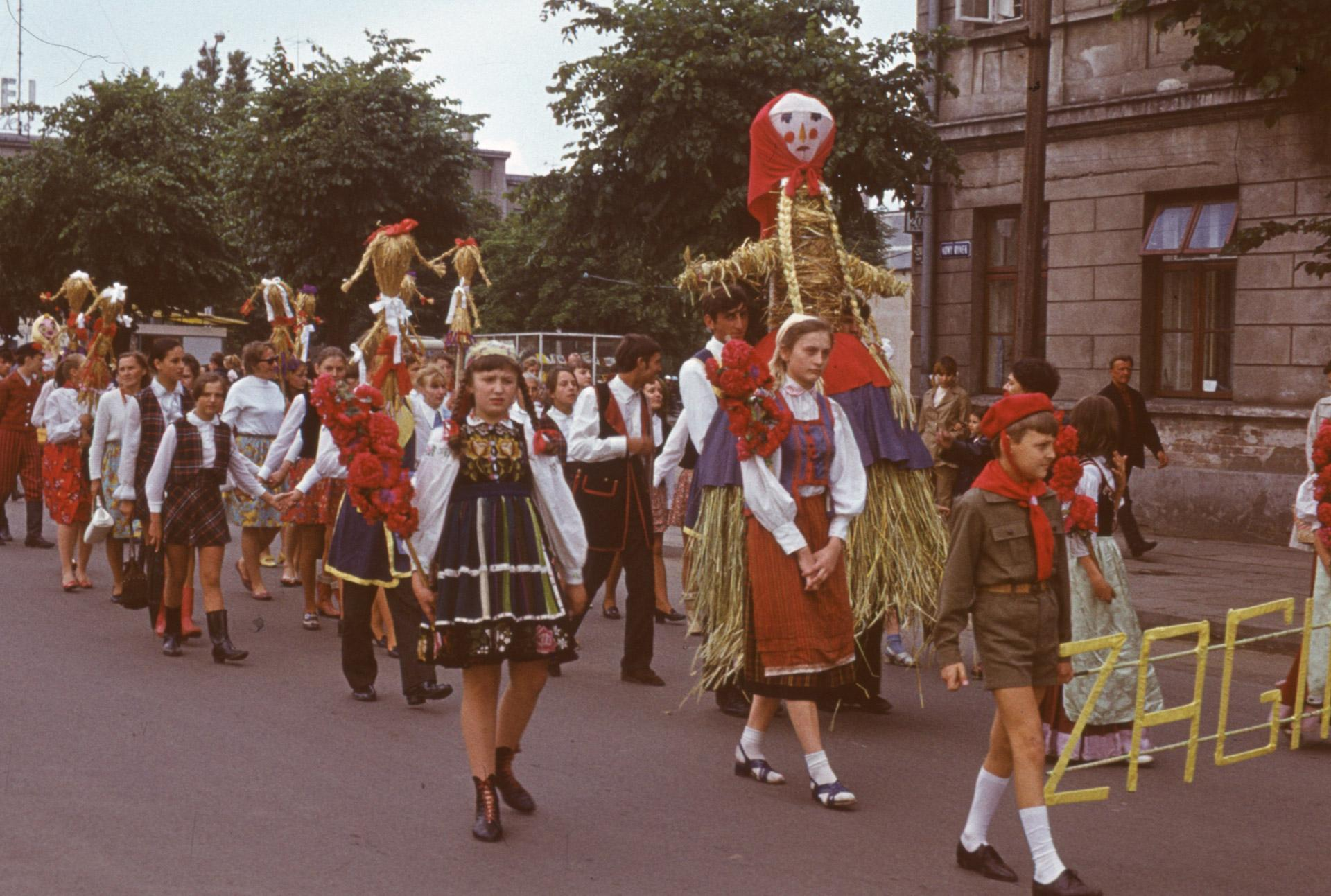
Lễ hội Marzanna là dịp vui chơi đầu xuân